# Мозырь (активная защита)
«Мо́зырь» (комплекс активной защиты, КАЗ) — разрабатывавшийся в СССР и России комплекс сверхближней системы ПРО, предназначенный для прикрытия ШПУ межконтинентальных баллистических ракет.
Разработка комплекса началась в Конструкторском бюро машиностроения (г. Коломна) под руководством С. П. Непобедимого в начале 1980-х. Необходимость разработки была вызвана появлением в 1970-х годах высокоточного оружия, в частности, ракет «Томагавк», которые, даже с боеголовкой в неядерном снаряжении могли при попадании повредить или заклинить крышку шахты баллистической ракеты.
Концепция КАЗ «Мозырь» состоит в уничтожении атакующих шахту боевых блоков прямо над ней с помощью пакета из 100 фиксированных артиллерийских стволов, создающих над шахтой «облако» из шариков и стрел диаметром 30 мм. Выстреливание шариков и стрел происходит на высоту до 6 км, залпом до 40 тысяч элементов одновременно со скоростью до 1.8 км/c. Скорость встречи с БЧ цели может достигать 6 км/c.
Успешные испытания были проведены в конце 1980-х: на полигоне «Кура» КАЗ перехватил на подлёте массогабаритный макет боеголовки, запущенный из района Плесецка. КАЗ «Мозырь» был рассчитан на уничтожение боеголовки, атакующей шахту, и даже советская версия системы без современных радаров смогла продемонстрировать успешные перехваты боеголовки МБР «Воевода» в 1988—1991 годах. Однако несмотря на эффективность КАЗ против баллистических целей, КАЗ «Мозырь» обладала меньшей эффективностью против таких маневрирующих целей, как крылатые ракеты или корректируемые бомбы, что удалось решить только с использованием современных радаров и компьютеров вычисления траекторий.
Разработка комплекса шла до конца 1990-х — начала 2000-х годов, после чего была приостановлена в связи с проблемами финансирования и под давлением США.
В декабре 2012 года Министерство Обороны РФ объявило о возобновлении испытаний системы в 2013 году. В прессе высказывалось предположение о том, что возобновление работ по комплексу увязано с работами по МБР «Сармат».